# Kassina maculosa
Kassina maculosa és una espècie de granota de la família dels hiperòlids que viu al Camerun, la República Centreafricana, la República Democràtica del Congo i, possiblement també, a la República del Congo, Nigèria i Sudan.